# Eisenbahnunfall von Bad Zwischenahn
Der Eisenbahnunfall von Bad Zwischenahn war ein Auffahrunfall in Bad Zwischenahn in der Nacht vom 19. auf den 20. November 1944. Bei dem Eisenbahnunfall starben 29 Menschen.

## Hergang
Ein Zug, der am 19. November in Wezep, Niederlande, abgefahren und in Richtung Bremen unterwegs war, transportierte unter anderem niederländische Gefangene aus der Razzia von Rotterdam nach Deutschland und befuhr die Bahnstrecke Oldenburg–Leer. Im Bereich des Bahnhofs von Bad Zwischenahn fuhr er mit erheblicher Geschwindigkeit auf einen anderen Zug auf.

## Folgen
Bei dem Unfall wurden mehrere Wagen zerstört. 29 Menschen starben, darüber hinaus wurden 67 verletzt, davon etwa 30 schwer. Mehr als 25 Rotterdamer aus dem Gefangenentransport verloren ihr Leben. Die Verletzten wurden in Oldenburg und anderen Orten in Krankenhäuser eingeliefert.
Die zunächst in Bad Zwischenahn beigesetzten Niederländer wurden 1952 nach Bremen umgebettet.